# Macchien-Waldrebe
Die Macchien-Waldrebe (Clematis cirrhosa), auch Ranken-Waldrebe genannt, ist eine Pflanzenart aus der Gattung Waldreben (Clematis) in der Familie Hahnenfußgewächse (Ranunculaceae). Sie ist im Mittelmeerraum verbreitet.

## Beschreibung

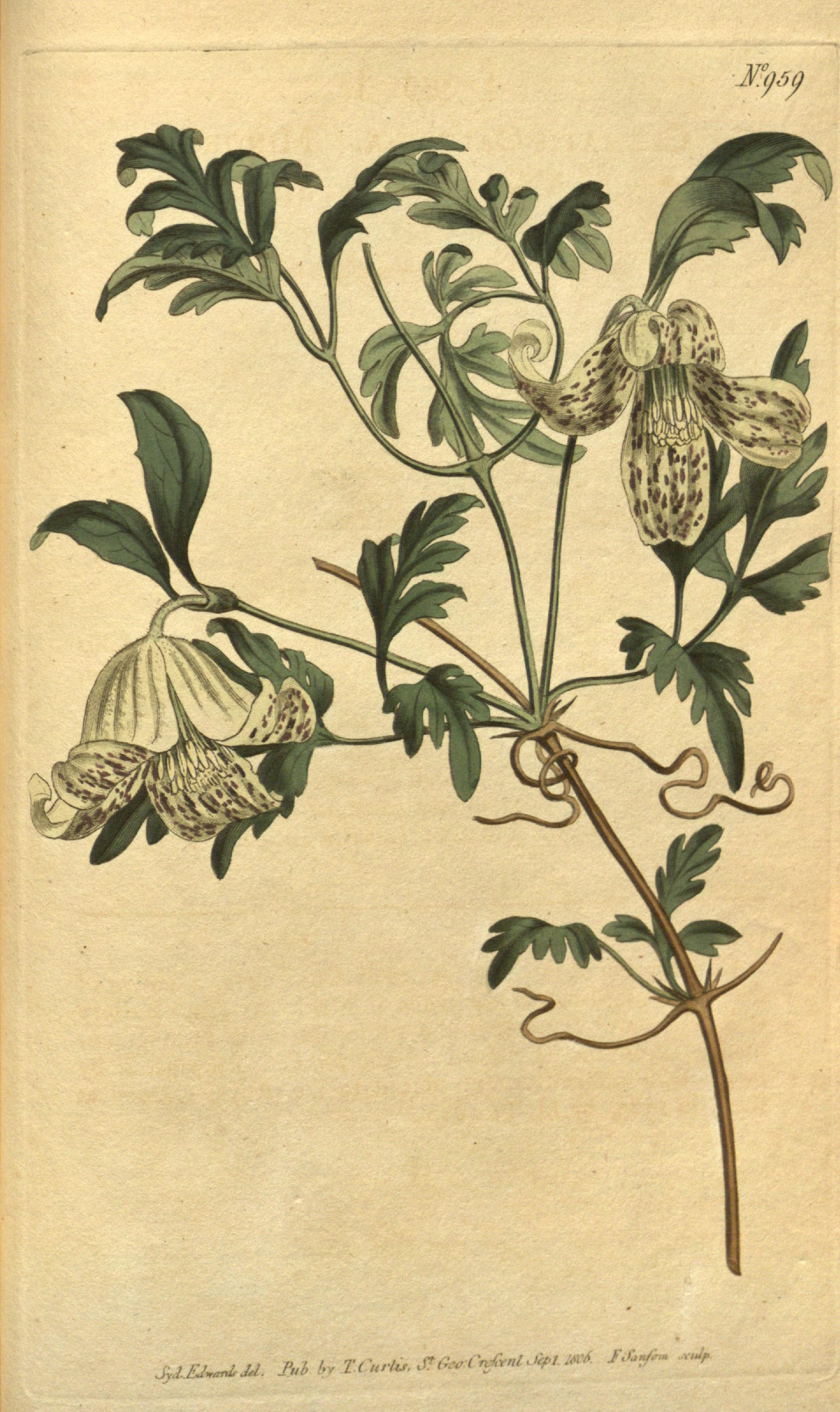
Illustration aus Curtis's botanical magazine

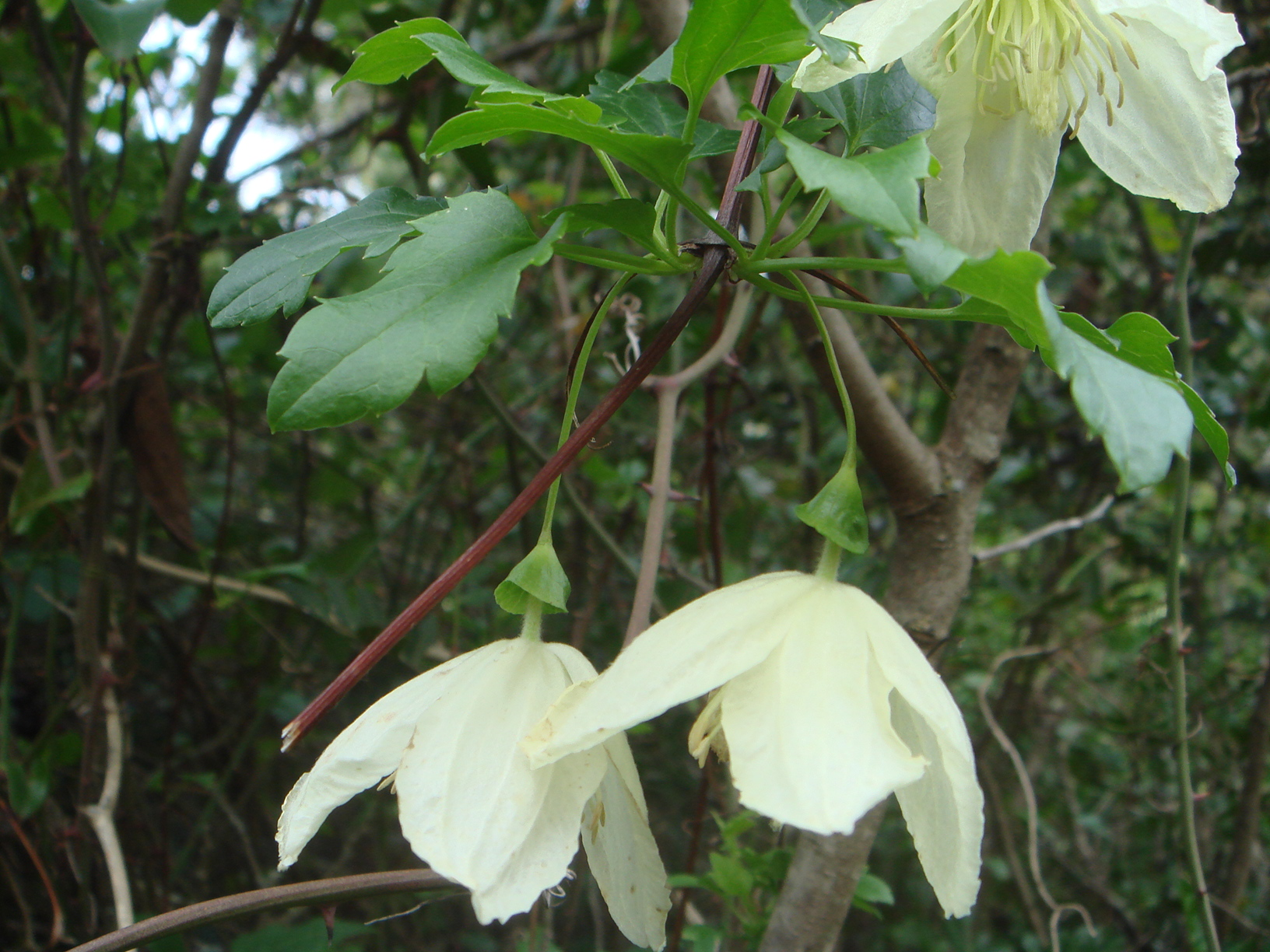
Blüten; man sieht, dass zwischen den becherförmigen Deckblätter und dem Kelch ein „Internodium“ ausgebildet ist

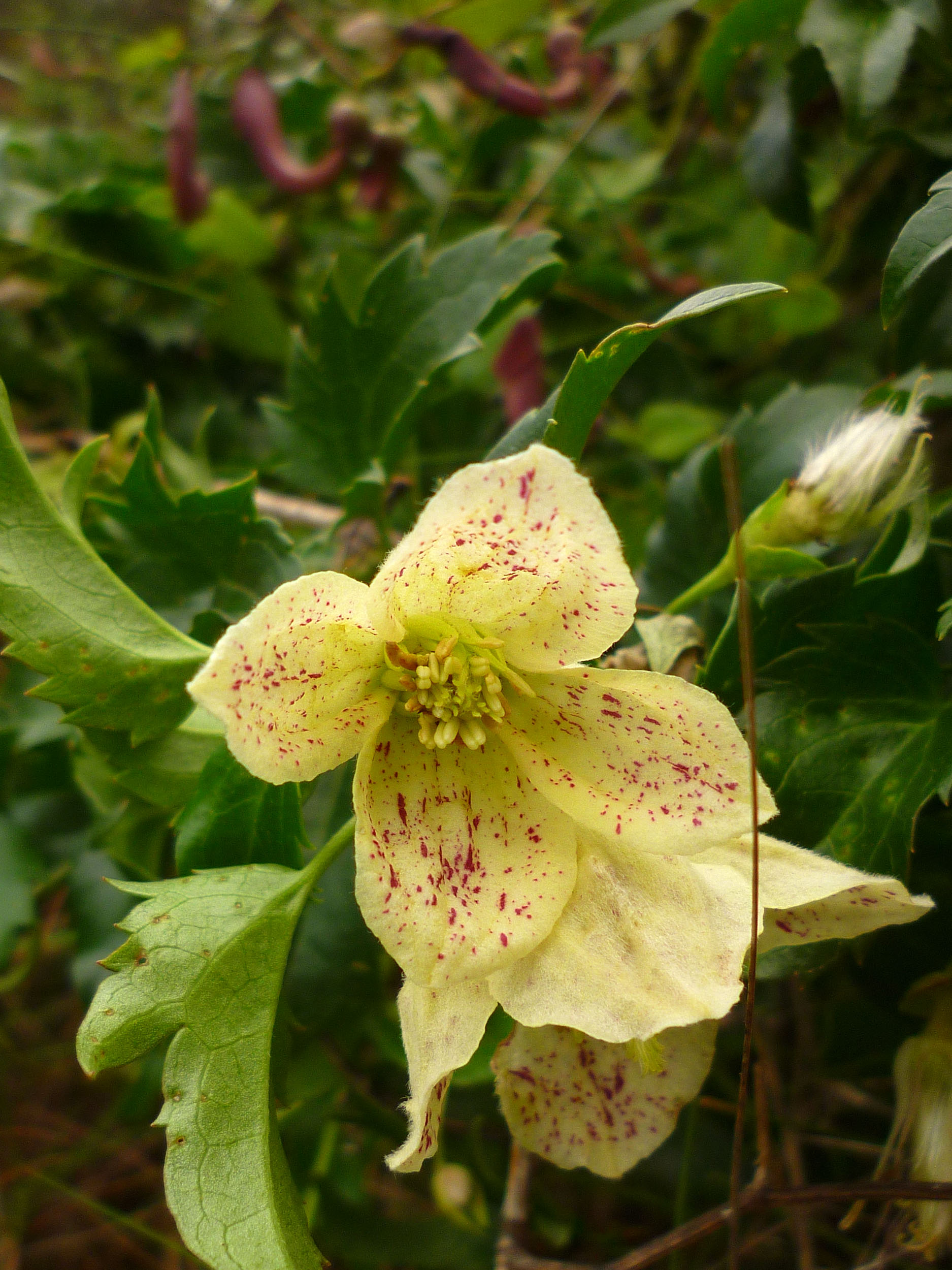
Blüte mit den vier Kelchblättern und vielen Staubblättern

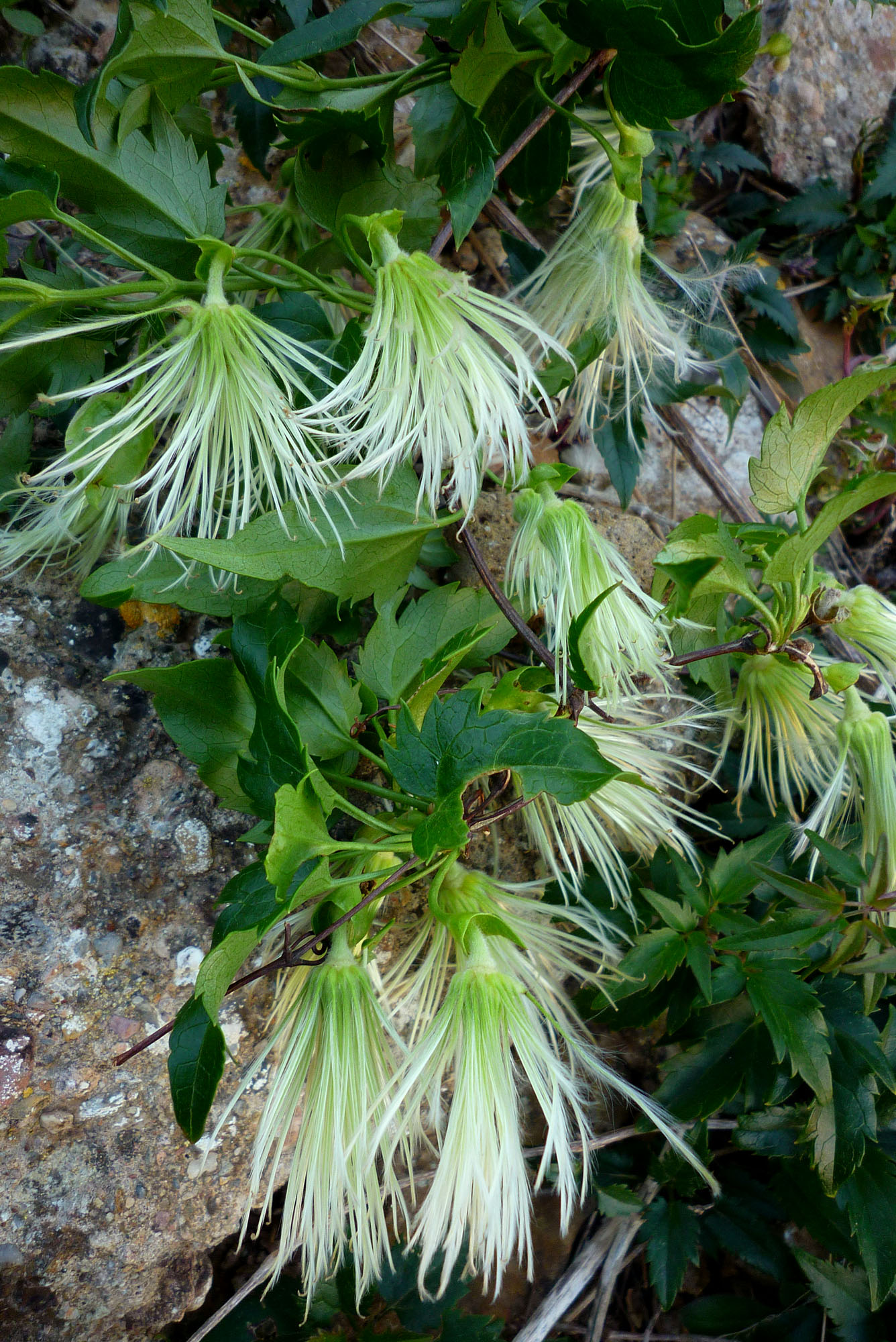
Mit jungen Früchten mit langem Griffel

### Vegetative Merkmale
Die Macchien-Waldrebe ist eine immergrüne, verholzende Kletterpflanze, die Wuchshöhen von 2 bis 5 Metern erreicht. Sie klettert mit Hilfe von Ranken. Die oberirdischen Pflanzenteile sind fast kahl.
Die büschelig oder gegenständig angeordneten Laubblätter sind in Blattstiel und -spreite gegliedert. Die fast kahle Blattspreite ist im Umriss eiförmig und entweder ungeteilt bis zwei-, dreifach gelappt mit grob gezähnten bis gelappten, seltener buchtigen Blattlappen bzw. Spreiten oder zwei-, dreizählig mit grob gezähnten bis geteilten Blättchen. Die Blättchen- oder Blattzähne, -lappen sind oft feinstachelspitzig.

### Generative Merkmale
Die Blütezeit reicht von August bis April. Die nickenden Blüten befinden sich einzeln oder büschelig an den Blattknoten. Es sind lange Blütenstiele vorhanden. Unterhalb der Blüte stehen zwei becherförmig verwachsene, kelchartige und beständige Deckblätter; wobei diese nicht immer direkt unter dem Kelch sitzen, öfters ist der Kelch durch ein mehr oder weniger langes, schmales und stielförmiges „Internodium“ entfernt.
Die recht großen, duftenden und zwittrigen Blüten sind bei einem Durchmesser von 4 bis 7 Zentimetern radiärsymmetrisch mit einfacher Blütenhülle. Die Kronblätter fehlen. Die meist vier freien, kronblattartigen Kelchblätter sind cremefarben bis gelblich, manchmal rötlich oder violett gefleckt, gesprenkelt und bilden eine hängende Glocke. Die Kelchblätter sind außen dicht und fein behaart. Es sind viele freie Staubblätter vorhanden. Die vielen freien Fruchtblätter sind oberständig und genähert.
Die relativ kleinen, behaarten, nicht öffnenden Früchte, es sind Achänen, besitzen einen sehr langen 3 bis 6 Zentimeter langen, schweifförmigen und fedrig behaarten Griffel (Pappus, Schnabel).
Die Chromosomenzahl beträgt 2n = 16.

## Vorkommen
Die Macchien-Waldrebe ist im Mittelmeerraum verbreitet. Es gibt Fundortangaben für Marokko, Algerien, Tunesien, Libyen, Portugal, Spanien, Gibraltar, die Balearen, Korsika, Sardinien, Sizilien, Italien, Malta, Griechenland, Kreta, Inseln der Ägäis, Zypern, den europäischen sowie asiatischen Teil der Türkei, Syrien, Libanon, Jordanien und Israel.
Die Macchien-Waldrebe wächst an Mauern, in Gebüschen und in Wäldern.

## Taxonomie
Die Erstveröffentlichung von Clematis cirrhosa erfolgte 1753 durch Carl von Linné in Species Plantarum, Seite 544. Synonyme für Clematis cirrhosa L. sind: Clematis balearica Rich., Clematis calycina Sol., Clematis semitriloba Lag.